# Doltcini-Flanders/2013
Deze pagina geeft een overzicht van de Doltcini-Flanders-wielerploeg in 2013. 

## Algemene gegevens
Algemeen manager: Geoffrey Coupé
Ploegleiders: Geoffrey Coupé, Luc Assez, Thierry Descamps, Walter Maes
Fietsmerk: Flanders
Budget: niet bekend

## Renners
| Naam                               | Geboortedatum | Nationaliteit       | Ploeg 2012                       |
| ---------------------------------- | ------------- | ------------------- | -------------------------------- |
| Kenzie Boutté                      | 24-09-1992    | België              | Neo                              |
| Henryk Cardoen                     | 29-08-1987    | België              | Geofco-Ville d'Alger             |
| Erwin De Kerf                      | 21-06-1979    | België              | Neo                              |
| Daniel Dominguez                   | 16-06-1985    | Spanje              | Team NSP-Ghost                   |
| Darijus Džervus                    | 16-06-1985    | Litouwen            | Geen                             |
| Gorik Gardeyn                      | 17-03-1980    | België              | Champion System Pro Cycling Team |
| Martial Gene (vanaf 01/08)         | - -           | Frankrijk           | Neo                              |
| Chris Jory (vanaf 31/05)           | 12-03-1987    | Australië           | Geen                             |
| Martynas Maniusis (vanaf 16/08)    | 16-08-1989    | Litouwen            | Neo                              |
| Nick Mertens (tot 01/08)           | 06-01-1987    | België              | Neo                              |
| Michael Nicolson                   | 10-08-1985    | Verenigd Koninkrijk | Geofco-Ville d'Alger             |
| Steve Schets (tot 26/04)           | 20-04-1984    | België              | Bofrost-Steria                   |
| Andris Smirnovs (tot 09/06)        | 06-02-1990    | Letland             | Rietumu-Delfin                   |
| Mikaël Stilite (tot 31/05)         | 20-03-1992    | België              | Geofco-Ville d'Alger             |
| Kevin Suarez                       | 17-10-1989    | België              | Colba-Superano Ham               |
| Jake Tanner                        | 06-11-1991    | Verenigd Koninkrijk | Geofco-Ville d'Alger             |
| Gert-Jan van Immerseel             | 10-10-1990    | België              | Geen                             |
| Mathias Van Holderbeke             | 18-12-1992    | België              | Colba-Superano Ham               |
| Rick van Caldenborgh (vanaf 13/07) | 05-08-1993    | Nederland           | Colba-Superano Ham               |
| Elias Van Breussegem (tot 01/08)   | 10-04-1992    | België              | Neo                              |
| Thomas Vernaeckt                   | 07-11-1988    | België              | Geofco-Ville d'Alger             |
| Kevin Verwaest                     | 06-01-1989    | België              | Bofrost-Steria                   |

## Overwinningen
2013